# Động vật chân vây
Động vật chân màng hay động vật chân vây (Pinnipedia) (từ tiếng Latinh pinna "vây" và pes, pedis "chân") là nhánh đa dạng và phân bố rộng rãi gồm các động vật ăn thịt, chân vây, sống bán thủy sinh. Các họ còn sinh tồn là Odobenidae (thành viên duy nhất còn tồn tại là moóc), Otariidae (hải cẩu có tai, gồm hải cẩu lông và sư tử biển) và Phocidae (hải cẩu thật sự). Có 33 loài còn sinh tồn, và hơn 50 loài đã tuyệt chủng đã được mô tả từ các hóa thạch. Dù động vật chân màng từng được cho rằng có nguồn gốc từ hai dòng tổ tiên, bằng chứng phân tử chứng minh chúng là một dòng dõi đơn ngành (hậu duệ của một dòng tổ tiên). Động vật chân màng thuộc bộ Ăn thịt và các họ hàng gần nhất của chúng là gấu và liên họ Chồn (chồn, gấu mèo, chồn hôi, và gấu trúc đỏ), các nhóm này tách ra khỏi nhau khoảng 50 triệu năm trước.
Kích thước dao động từ hải cẩu Baikal (1 m (3 ft 3 in) và 45 kg (99 lb)) tới hải tượng phương nam (5 m (16 ft) và 3.200 kg (7.100 lb)). Nhiều loài thể hiện dị hình giới tính. Chúng có cơ thể thuôn và bốn chi biến thành chân chèo. Otariidae dùng chi trước để đẩy bản thân trong nước, trong khi Phocidae và Odobenidae lại sử dụng hai chi sau. Otariidae và Odobenidae có thể dùng chi sau làm chân để đi lại trên cạn, Phocidae lại di chuyển cồng kềnh hơn trên mặt đất. Otariidae có cặp tai ngoài dễ thấy, hai họ còn lại không có. Động vật chân màng có những giác quan phát triển—thị giác và thính giác thích nghi có cả trên cạn và dưới nước, hệ thống xúc giác đặc biệt nhạy trên lông mũi (hay râu). Vài loài có khả nặng lặn tới độ sâu lớn. Chúng có một lớp mỡ dưới da để giữ ấm trong nước lạnh, và tất cả đều có lông (trừ moóc).